# Шумина
Шу́мина — село в Україні, у Хирівській міській громаді, Самбірського району, Львівської області. До 2020 року разом з селами Березів, Муроване, Тарнавка були підпорядковані Мурованській сільській раді. Орган місцевого самоврядування — Хирівська міська громада. Населення становить 203 особи.

## Населення
У 1928 році в селі мешкало близько 180 осіб. Станом на січень 1939 року — мешкало 250 осіб, з них: 180 українців, 65 латинників та 5 юдеїв. За даними всеукраїнського перепису населення 2001 року — 203 особи.
Мова
Розподіл населення за рідною мовою за даними перепису 2001 року був наступним:
| українська | 202 | 99,51 |
| російська  | 1   | 0,49  |

## Пам'ятки, визначні місця

### Церква Вознесіння Господнього
6 червня 2021 року, владика Макарій, Архієпископ Дрогобицький і Самбірський владика Яків у співслужінні з іншими священниками провели обряд освячення новозбудованого храму Вознесіння Господнього в селі Шумина. Храм перебуває в користуванні місцевої громади ПЦУ.

## Інфраструктура
До 2021 року в селі діяла Шуминська загальноосвітня середня школа І ступеня.